# Tillandsia 'Sybil Frasier'
Tillandsia 'Sybil Frasier' es un  cultivar híbrido del género Tillandsia perteneciente a la familia  Bromeliaceae.
Es un híbrido creado en el año 1973 con las especies Tillandsia ionantha ×  Tillandsia fasciculata